# Mesečev kamen (strip)
Mesečev kamen je 104. epizoda serijala Mali rendžer (Kit Teler) obјavljena u Lunov magnus stripu #239. Epizoda je objavljena premijerno u bivšoj Jugoslaviji u februaru 1977. godine. Koštala je 8 dinara (0,44 $; 1,1 DEM). Izdavač јe bio Dnevnik iz Novog Sada. Epizoda je imala 111 strana (str. 3-113). Nakon epizode Malog rendžera nalazila se epizoda "Griža savesti", nepoznatog junaka iz perioda Divljeg Zapada (str. 114-148). Naslovna strana sveske predstavlja kopiju Donatelijeve naslovnice za jednu od prethodnih epizoda Malog rendžera. Ovo je 2. deo duže epizode, koja je započela u #238. pod nazivom U srcu džungle.

## Originalna epizoda
Prvi deo epizode je premijerno objavljen u Italiji u svesci #104 pod nazivom La citta morta (ital. Mrtvi grad) objavljena u julu 1972. Sveska je koštala 200 lira (0,32 $; 1,27 DEM). Epizodu je nacrtao Balzano Birađo, a scenario napisao Andrea Lavecolo. Originalne korice nacrtao je Franko Donateli, tadašnji crtač Zagora.

## Reprize
U Italiji je ove epizoda reprizirana u  #52. edicije Edizioni If, koja je izašla 14. septembra 2016. Koštala je €10. U Hrvatskoj je ova sveska pod nazivom Srce džungle objavljena krajem 2022. Koštala je 5,3 € (39,9 kuna). U Srbiji je prodavana za 450-490 dinara (4,21 €).

## Prethodna i naredna sveska Malog rendžera u LMS
Prethodna sveska Malog rendžera u LMS nosila je naziv U srcu džungle (#238), a naredna Paukova mreža (#242).